# スネークアイズ
スネークアイズ (Snake Eyes) は、ハスブロの玩具シリーズ『G.I.ジョー』および、アニメ『地上最強のエキスパートチーム G.I.ジョー』、映画『G.I.ジョー』『G.I.ジョー バック2リベンジ』『G.I.ジョー:漆黒のスネークアイズ』に登場する架空の人物。秘密工作隊員、格闘技教官。作中でも屈指の人気キャラクターである。旧日本語版での呼称はスネークアイ。
- 本名：不明
- 特技：格闘技教官
- 出身地： 不明
- 認識番号：不明
- 階級： E-8 （二等曹長）（初登場時はE-5、三等軍曹）
- 軍種： アメリカ陸軍

## 地上最強のエキスパートチーム G.I.ジョー
スネークアイズは、幻の秘伝格闘技を学ぶために当時所属していた東南アジアの偵察隊を辞め、日本の忍者軍団に入り修行を積んだ。12種におよぶ格闘技の有段者であり、刃物を使わせれば恐ろしいほどの力を発揮する。チームにスカウトされた時は、ペットである狼のティンバーとともに孤独な生活を送っていた。G.I.ジョーチームの中でも一目おかれる技とパワーを持っているが、狼のティンバーを唯一の友とする心優しい孤独な面も持っている。本名などは全て秘密であるが、一部には日系人らしいという噂もある。

### 性格・特徴
ベトナム戦争で、後のストーカーであるウィルキンソンや日系の親友トミーらと共に長距離強行偵察部隊に所属していたが、帰国当日に迎えに来る途中の家族全員が交通事故で死亡し、天涯孤独の身となる。失意を見かねたトミーの勧めで、彼の実家である日本の嵐影流宗家に身を寄せ、忍術をはじめ武道の修行に打ち込んでトミーと双璧を成すほど上達したことで将来を嘱望されるが、ある日頭領が暗殺されて状況証拠からトミーに嫌疑がかかったことにより、宗家は崩壊する。帰国し、山中で狼のティンバーと隠遁生活を送っていたところをホークとストーカーにスカウトされ、G.I.ジョーチームの創設に参加する。発足後間もなくの中東での人質救出作戦の際、ヘリのトラブルで生じた爆風からスカーレットを庇い、頭部全体に重度の火傷を負うも、亡き妹の婚約者であった人質の米外交官を救うためにドクターストップを振り切り、作戦を完遂する。以後は特徴的なフルマスクを着け、忍術を活かした秘密工作隊員として活躍し、ストームシャドーを名乗るようになったトミーとも幾度となく対決することとなる。頭部の火傷は地道な整形治療の甲斐あって後年にはほぼ回復するが、初期治療の遅れた声帯はいまだ治癒せず発声が不可能なため、コミュニケーションには手話、筆談、モールス信号、嵐影流の暗号術を含むジェスチャー等を用いる。
G.I.ジョーチームでは活躍の機会が多いが、ピンチに陥ることも少なくない。また、劇中で露出した素顔は白人寄りであった。

### 玩具
1982年に最初のフィギュアが発売されて以降、様々なヴァリエーションが発売されている。

## 実写映画
- 演：レイ・パーク、レオ・ハワード(少年時代)

### G.I.ジョー
東京で孤児だった彼は、空腹に耐え切れず嵐影寺に忍び込み食料を盗もうとしてトーマス・アラシカゲに見つかってしまい彼と戦う。そこへハード・マスターが制止に入り、トーマスと互角に戦った彼を弟子に迎えスネークアイズと名付ける。ハード・マスターは修行をし成長していくスネークアイズを喜ぶが、トーマスはそれを快く思わなかった。ある日、ハード・マスターがトーマスの刀で殺され、スネークアイズは走り去っていくトーマスを目撃した。ハード・マスターの死んだ後彼は沈黙の誓いを立て、以後一言も喋らなくなった。
20年後、国際秘密組織G.I.ジョーに所属した。ある日、テロ組織コブラがG.I.ジョーの基地を襲撃。スネークアイズはコブラの一員ストームシャドーと戦うが彼がトーマスだと判明した。その後パリ、北極のコブラの基地で激突。スネークアイズはストームシャドーを刺し、ストームシャドーは北極の海に沈んだ。
衣装はラバースーツでマスクに口と鼻の輪郭が露出している。

### G.I.ジョー バック2リベンジ
ザルツブルクの刑務所に捕えられたコブラコマンダーをスネークアイズに化けたストームシャドーが救出し、それを本物のスネークアイズが見ていた。スネークアイズはストームシャドーの従姉妹ジンクスと共に、ヒマラヤの寺にいたストームシャドーを捕え、東京の嵐影寺に戻る。ハード・マスター殺しは濡れ衣と判明し、スネークアイズはストームシャドーと協力しコブラと戦う。
衣装は前作から変更されて分割型のプロテクタースーツになり、口と鼻の輪郭がないマスクとなっている。

### G.I.ジョー:漆黒のスネークアイズ
主演はスネークアイズにヘンリー・ゴールディング
ストームシャドーにアンドリュー・小路
日本人キャストは石田えり、平岳大、安部春香
スタントコーディネーター／アクション監督は谷垣健治が務める。
本作は、日本の内閣府が初めて実施する「外国映像作品ロケ誘致に関する実証調査」の対象作品で、2020年1～2月には大阪、茨城で大規模なロケ撮影が実施されていた。
全米公開が2020年10月23日から2021年10月22日に延期